# Tharsalea sirius
Tharsalea sirius är en fjärilsart som beskrevs av Edwards 1871. Tharsalea sirius ingår i släktet Tharsalea och familjen juvelvingar. Inga underarter finns listade i Catalogue of Life.